# Gaetán
Gaetán ist eine Ortschaft in Uruguay.

## Geographie
Sie befindet sich auf dem Gebiet des Departamento Lavalleja in dessen Sektor 4. Der Ort liegt nahe der Westgrenze des Departamentos zum Nachbardepartamento Florida. Nächstgelegene Ansiedlung in südlicher Richtung ist Villa del Rosario.

## Infrastruktur
Am Ostrand des Ortes führt die Ruta 40 entlang.

## Einwohner
Die Einwohnerzahl von Gaetán beträgt 49 (Stand: 2011), davon 25 männliche und 24 weibliche. Für die vorhergehenden Volkszählungen der Jahre 1963, 1975, 1985, 1996 und 2004 sind beim Instituto Nacional de Estadística de Uruguay keine Daten erfasst worden.
| Jahr | Einwohner |
| ---- | --------- |
| 1996 | -         |
| 2004 | -         |
| 2011 | 49        |

Quelle: